# Cohicaleyrodes alternans
Cohicaleyrodes alternans là một loài côn trùng cánh nửa trong họ Aleyrodidae, phân họ Aleyrodinae.
Cohicaleyrodes alternans được Cohic miêu tả khoa học đầu tiên năm 1966.